# Hieracium cydoniifolium
Hieracium cydoniifolium es una especie de planta con flor del género Hieracium, de la familia Asteraceae, orden Asterales.

## Distribución
Hieracium cydoniifolium se distribuye por Austria, Francia, Alemania, Italia, Suiza y Yugoslavia.

## Taxonomía
Fue descrita científicamente por Vill. Fue publicada en Hist. Pl. Dauphiné.